# Hans-Kilian-Preis
Der Hans-Kilian-Preis für die Erforschung und Förderung der metakulturellen Humanisation wurde zwischen 2011 und 2019 alle zwei Jahre, insgesamt fünfmal, vergeben. Er würdigte exzellente wissenschaftliche Leistungen, die neue Einsichten in die geschichtliche und kulturelle Existenz des Menschen und seine veränderliche Psyche vermitteln. Mit einem Preisgeld von 80.000 Euro gehörte der Hans-Kilian-Preis zu den höchstdotierten sozialwissenschaftlichen Auszeichnungen in Deutschland.
Der von Lotte Köhler angeregte und von der Köhler-Stiftung eingerichtete Preis trägt den Namen des verstorbenen Sozialpsychologen und Psychoanalytikers Hans Kilian (1921–2008) und ist seinem interdisziplinären Denken verpflichtet. Eine Schlüsselrolle in Kilians Denken spielte das Konzept der metakulturellen Humanisation, das Wechselwirkungen zwischen individueller Lebensgeschichte und breiten gesellschaftshistorischen Entwicklungen reflektiert und dabei insbesondere sozial- und kulturpsychologische, psychoanalytische, anthropologische, historische und soziologische Perspektiven zusammenführt. Im Sinne des Namensgebers hat der Preis internationale wissenschaftliche Leistungen anerkannt, die Grenzen zwischen Disziplinen und Kulturen kreativ überschreiten und produktive Synthesen zwischen bislang isolierten Wissensgebieten schaffen. Entsprechend würdigte der Preis herausragende Beiträge, die inter- und transdisziplinäre Perspektiven, Theorien, Methoden und Befunde aus dem vielfältigen Spektrum der Geistes-, Sozial- und Kulturwissenschaften, aber auch der Psychiatrie und anderen Bereichen der Medizin miteinander verknüpfen.
Die Arbeit des Preiskollegiums und der Jury, die feierliche Vergabe des Preises sowie das damit verbundene wissenschaftliche „Preisträgerkolloquium“ wurden seit 2014 vom Hans Kilian und Lotte Köhler Centrum (KKC) koordiniert. Das Centrum wurde von der Köhler-Stiftung initiiert und ist am Lehrstuhl für Sozialpsychologie und Sozialtheorie der Ruhr-Universität Bochum institutionalisiert. 

## Preisträger
- 2011: Hartmut Böhme
- 2013: Hans Joas
- 2015: Jessica R. Benjamin
- 2017: Jaan Valsiner
- 2019: Ashis Nandy

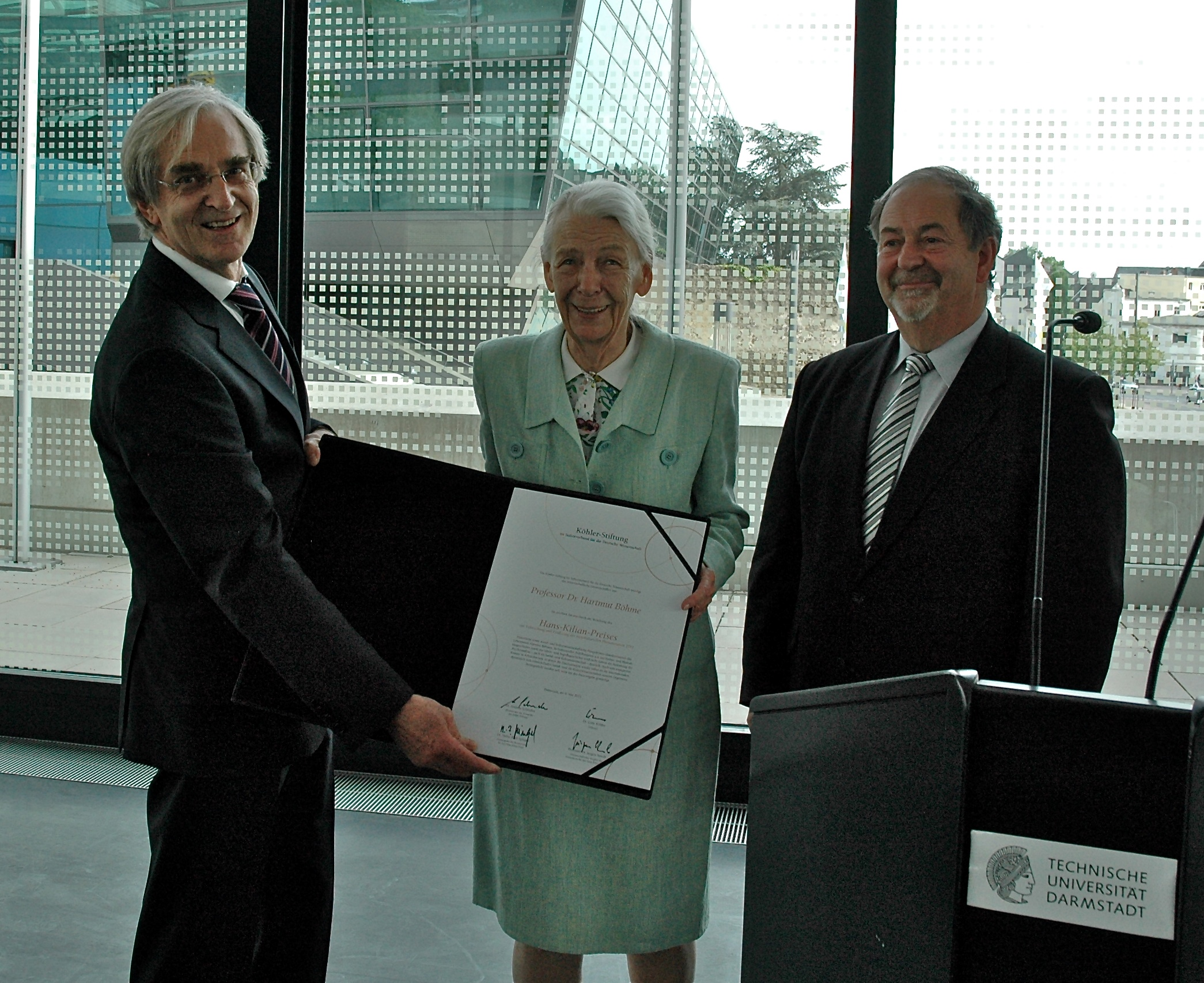
2011: Hartmut Böhme, Lotte Köhler, Vorstandsvorsitzender Ambros Schindler (rechts)
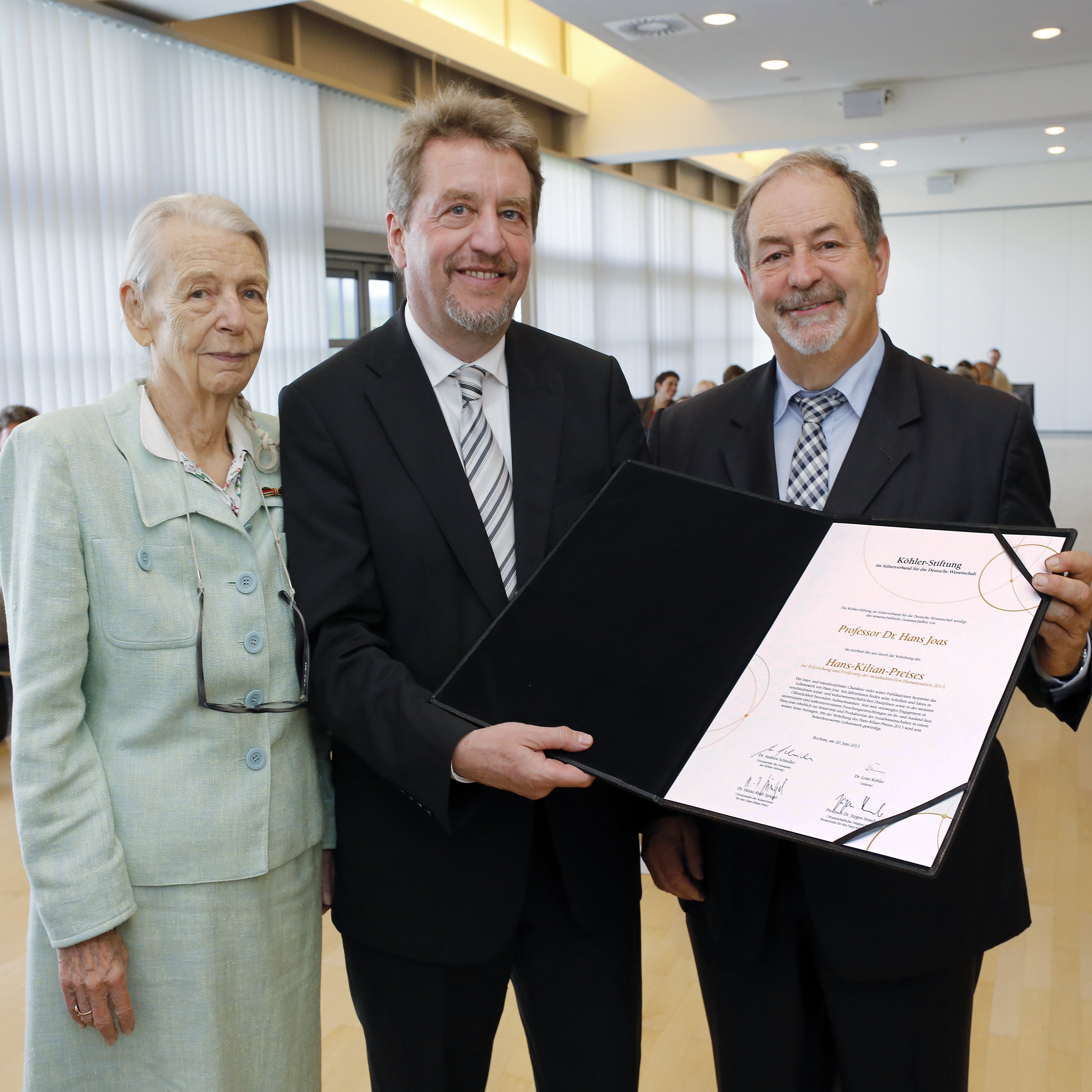
2013: Lotte Köhler, Hans Joas, Ambros Schindler
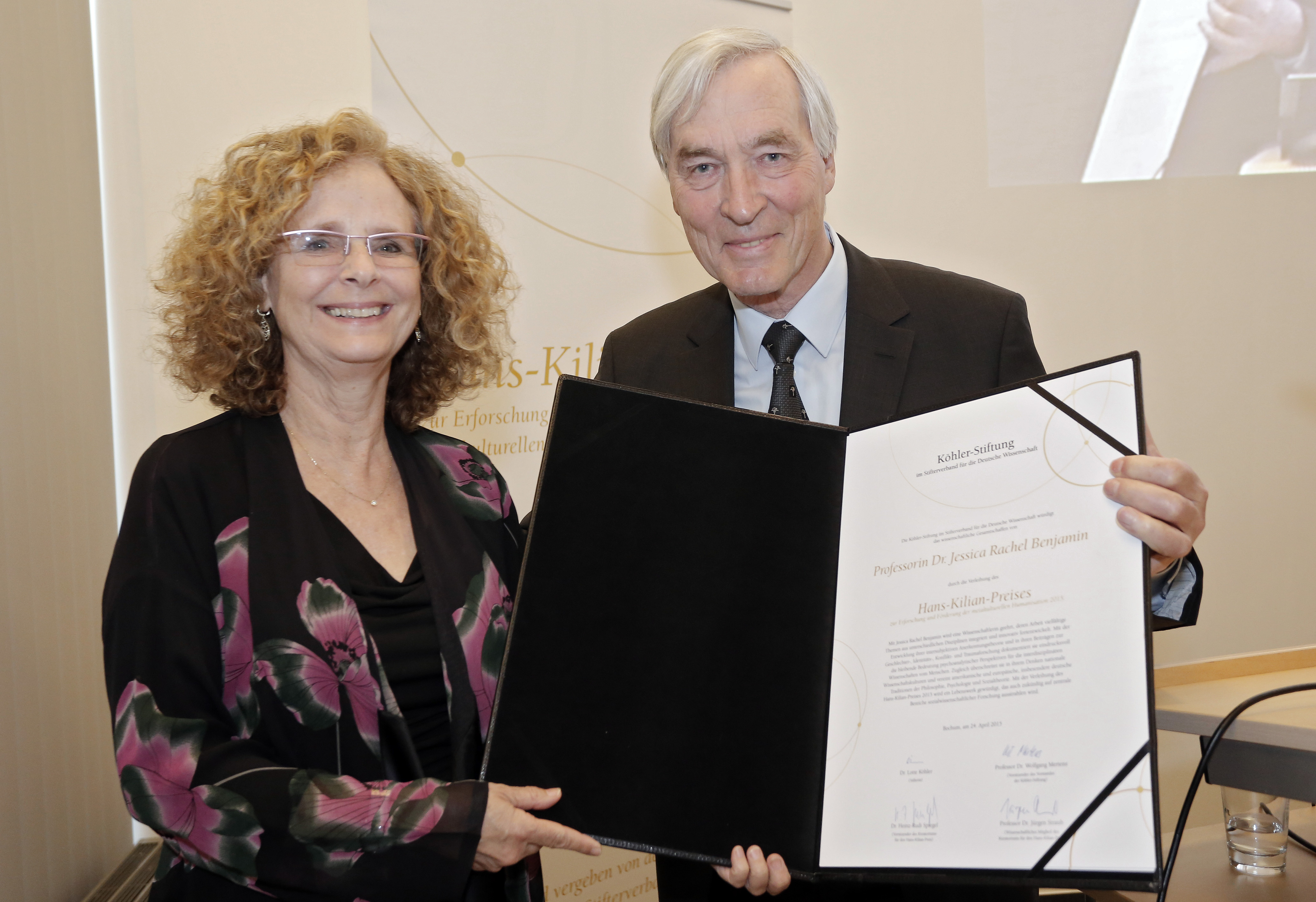
2015: Jessica R. Benjamin, Vorstandsvorsitzender Wolfgang Mertens
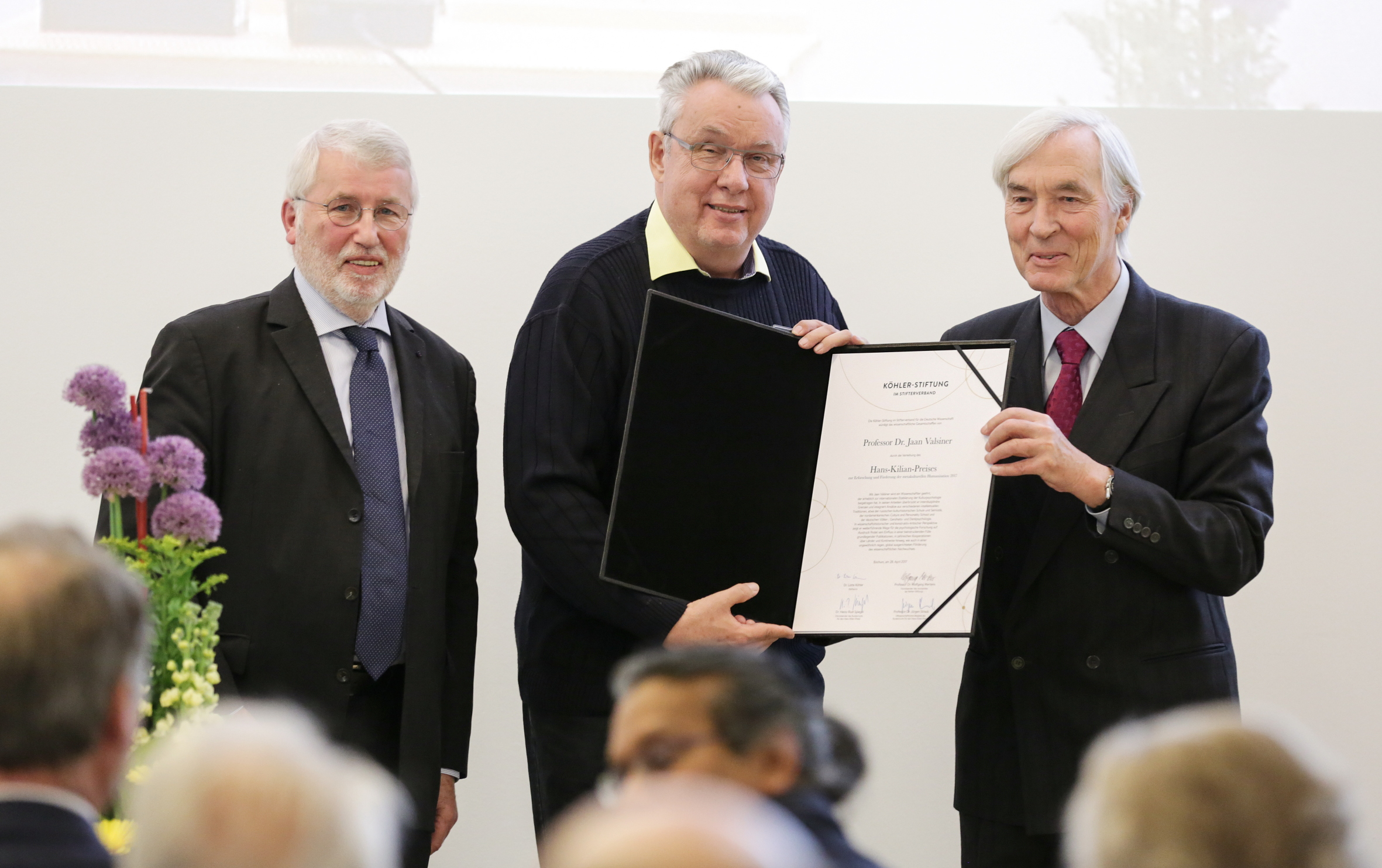
2017: Vorsitzender des Preiskuratoriums Heinz-Rudi Spiegel, Jaan Valsiner, Vorstandsvorsitzender Wolfgang Mertens (rechts)
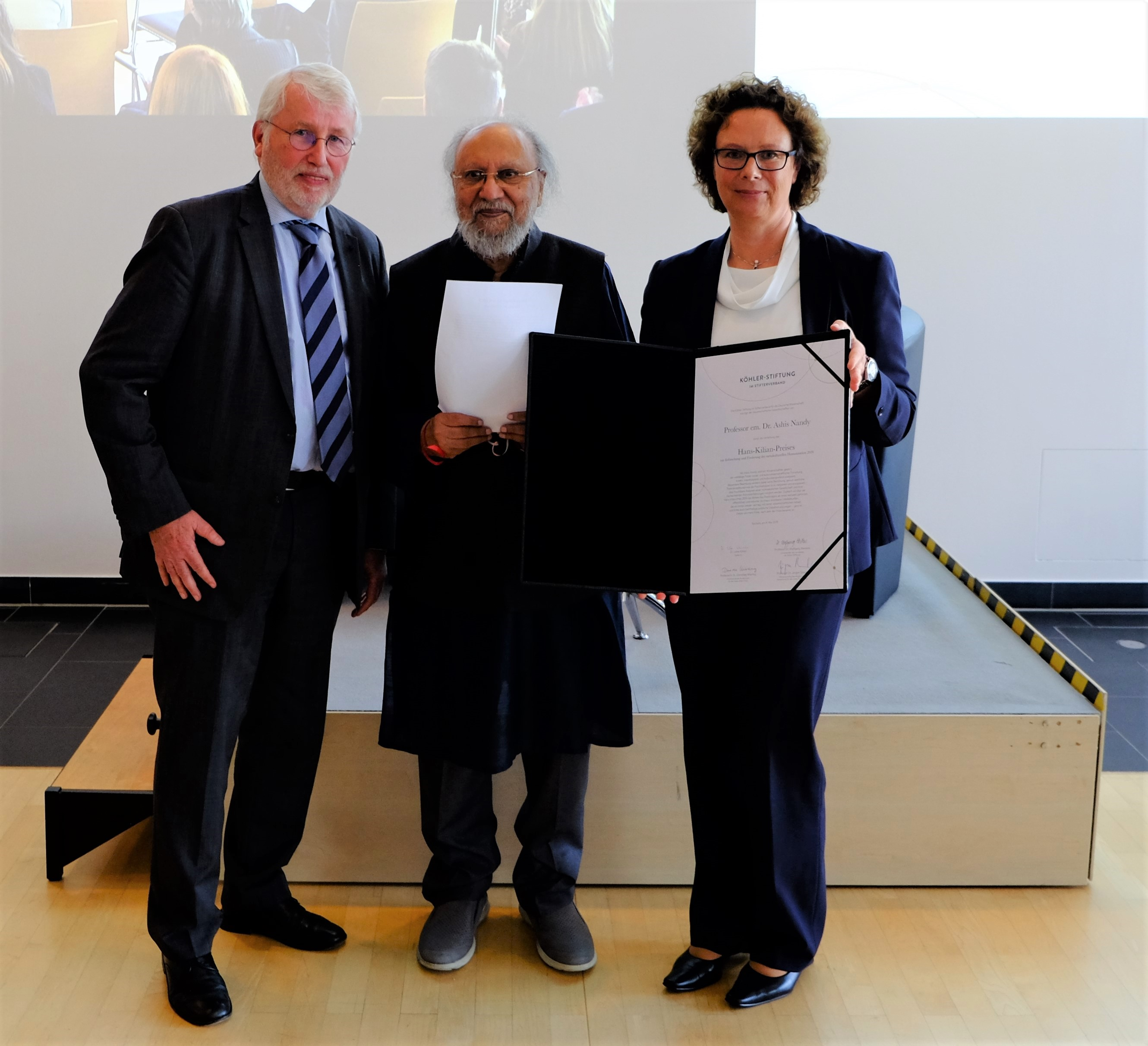
2019: Heinz-Rudi Spiegel, Ashis Nandy, Andrea Locker